# Saphenophis
Saphenophis är ett släkte av ormar som ingår i familjen snokar. Släktet tillhör underfamiljen Dipsadinae som ibland listas som familj.
Vuxna exemplar är med en längd mindre än 75 cm små ormar. De förekommer i Colombia, Ecuador och Peru samt kanske i angränsande regioner. Individerna vistas i fuktiga skogar. Flera ingående arter listades tidigare i släktet Lygophis. Såvida känd lägger honor ägg.
Arter enligt Catalogue of Life:
- Saphenophis antioquiensis
- Saphenophis atahuallpae
- Saphenophis sneiderni

The Reptile Databas listar ytterligare 2 arter:
- Saphenophis boursieri
- Saphenophis tristriatus